# 卡尔卡雷斯-圣克鲁瓦
卡尔卡雷斯-圣克鲁瓦（法語：Carcarès-Sainte-Croix，法語發音：[kaʁkaʁɛs sɛ̃t kʁwa]）是法国朗德省的一个市镇，属于达克斯区。该市镇于1833年由原市镇卡尔卡雷斯（Carcarès）和圣克鲁瓦（Sainte-Croix）合并而成。

## 地理
卡尔卡雷斯-圣克鲁瓦（43°50'29"N, 0°47'28"W）面积15.57 平方千米，位于法国新阿基坦大区朗德省，该省份为法国西南部沿海省份，是法國本土面积第二大的省，北起吉倫特省，西临大西洋，南至大西洋比利牛斯省，东临热尔省，东北与洛特-加龍省接壤。
与卡尔卡雷斯-圣克鲁瓦接壤的市镇（或旧市镇、城区）包括：卡尔桑-蓬松、梅扬、圣亚根、塔尔塔斯。
卡尔卡雷斯-圣克鲁瓦的时区为UTC+01:00、UTC+02:00（夏令时）。

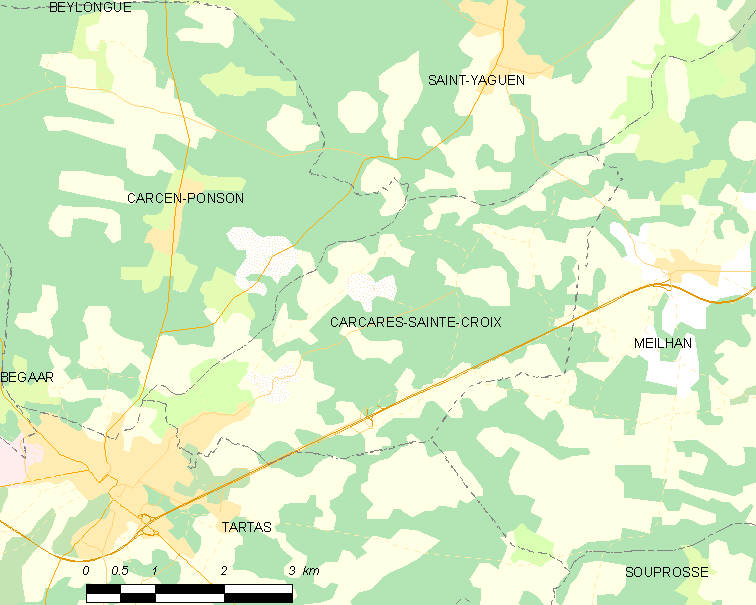
卡尔卡雷斯-圣克鲁瓦的OSM定位图

## 行政
卡尔卡雷斯-圣克鲁瓦的邮政编码为40400，INSEE市镇编码为40066。

## 政治
卡尔卡雷斯-圣克鲁瓦所属的省级选区为莫尔桑克斯-塔尔塔斯地区县。

## 人口

1962-2008年间卡尔卡雷斯-圣克鲁瓦人口变化图示

卡尔卡雷斯-圣克鲁瓦于2022年1月1日时的人口数量为540人。